# Castello di Portencross

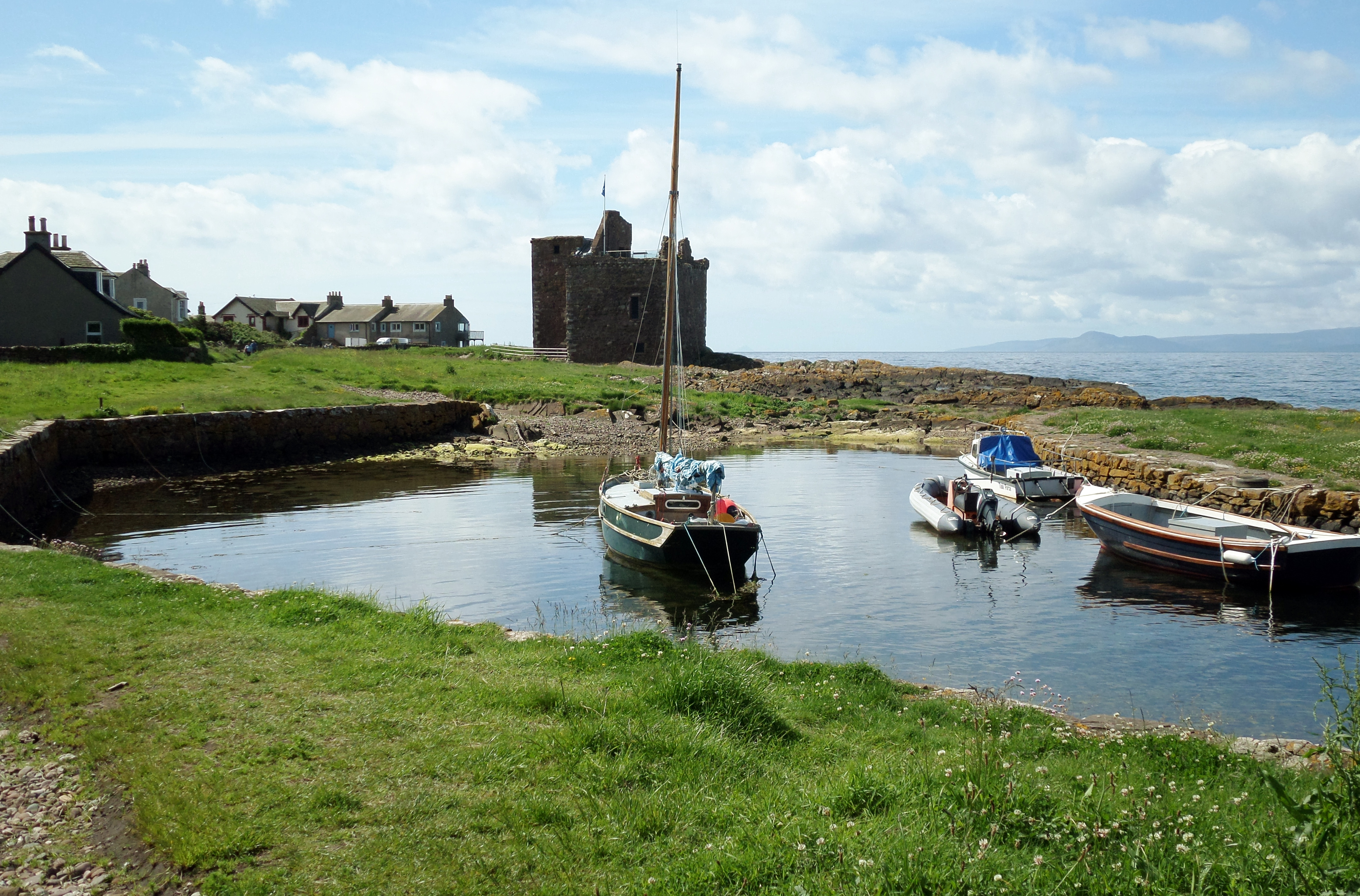
Il porticciolo di Portencross con il castello

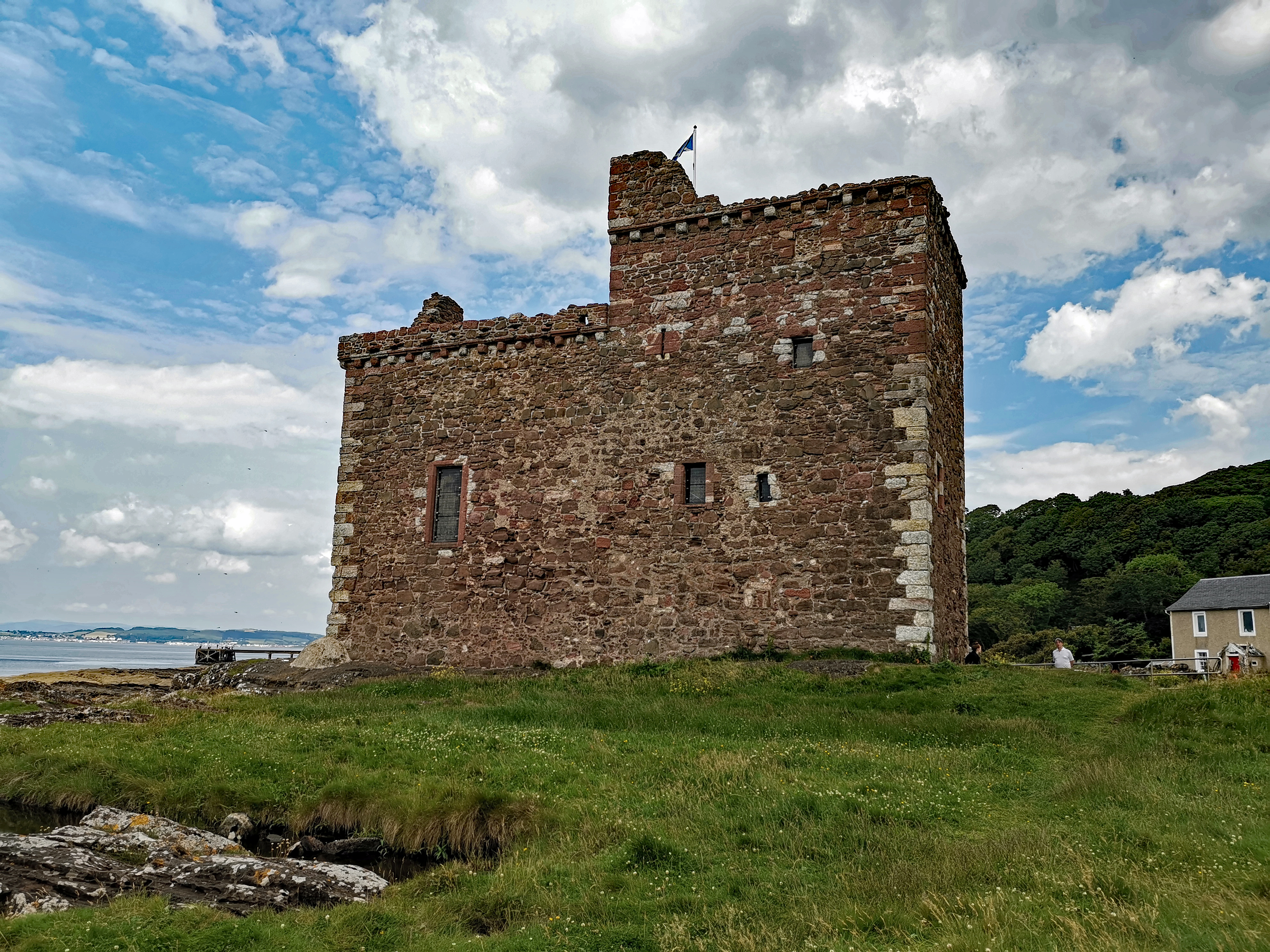
Un'ala del castello

Il castello di Portencross (o Portincross; in inglese: Portencross Castle o Portincross Castle) è un castello fortificato del villaggio scozzese di Portencross, nell'Ayrshire Settentrionale (Scozia centro-occidentale), costruito tra il XIV e il XV secolo e situato su un promontorio che si affaccia sul Firth of Clyde. Fu, tra il XIV secolo e la metà del XVII secolo, la residenza della famiglia Boyd.

## Storia
La torre del castello fu fatta costruire nel XIV secolo dalla famiglia Boyd nel luogo dove un tempo sorgeva un forte romano. In origine l'edificio apparteneva alla famiglia Ross. I terreni erano stati concessi alla famiglia Boyd da Roberto I di Scozia nel 1314 per il loro sostegno nella battaglia di Bannockburn.
L'edificio fu quindi ampliato nel corso del XV secolo. Fu aggiunta, tra l'altro, una granda sala d'ingresso nell'ala occidentale.
Le prime testimonianze scritte sull'esistenza del castello risalgono tuttavia al 1572.
L'edificio rimase la residenza della famiglia Boyd fino al 1660, anno in cui i Boyd si trasferirono in un altro edificio di Portencross. I Boyd cedettere in seguito la proprietà nel 1737.
Due anni dopo, il castello fu investito da una violenta tempesta, che spazzò via il tetto.
Nel 1900, il castello di Portencross fu acquistato da William Adams, che nel 1910 fece ricostruire il tetto. In seguito l'edificio fu acquisito da South of Scotland Electricity Board e, successivamente, passò nelle mani del British Nuclear Fuels Limited, società che negli anni ottanta del XX secolo fece rinforzare le mura che circondavano il castello.
Il 22 dicembre 2005 il castello fu ceduto dalla British Nuclear Fuels Limited ad una società non a scopo di lucro, chiamata Friends of Portencross Castle (FOPC), che sette anni prima aveva ravvisato la necessità di operare un'opera di restauro senza la quale la sopravvivenza dell'edificio sarebbe stata messa a repentaglio. La FOPC operò quindi, a partire dal febbraio 2009, un'opera di restauro dell'edificio.

## Il castello di Portencross nella cultura di massa
- Il castello di Portencross venne immortalato nella serie televisiva della BBC Restoration, girata nel 2004[1][3]